# Астваж
Астваж — река в России, протекает по Архангельской области. Устье реки находится в 72 км по левому берегу реки Верхняя Тойма. Длина реки составляет 24 км.

## Притоки
По порядку от устья:
- Сенной (пр.)[3]
- Загорский (лв.)[3]
- Сушничный (пр.)[3]
- Пайтов (пр.)[3]

## Данные водного реестра
По данным государственного водного реестра России относится к Двинско-Печорскому бассейновому округу, водохозяйственный участок реки — Северная Двина от впадения реки Вычегда до впадения реки Вага, речной подбассейн реки — Северная Двина ниже места слияния Вычегды и Малой Северной Двины. Речной бассейн реки — Северная Двина.
Код объекта в государственном водном реестре — 03020300112103000026978.